# 内野孝聡
内野 孝聡（うちの たかあき、4月10日 - ）は、日本の男性声優。東京都出身。81プロデュース所属。

## 略歴
アミューズメントメディア総合学院卒業。2013年4月1日付けで81プロデュース所属。

## 人物
趣味・特技はバイク、力作業。

## 出演

### 劇場アニメ
2010年代
- あなたをずっとあいしてる（2015年、アンキロのボス）
- ハーモニー（2015年）
- GODZILLA 怪獣惑星（2017年、男性キャスター）
- 君の膵臓をたべたい（2018年、店主）
- PEACE MAKER 鐵 後篇『友命〜ユウメイ〜』（2018年、隊士）
- 劇場版シティーハンター 〈新宿プライベート・アイズ〉（2019年、PMC隊員）
- 青春ブタ野郎はゆめみる少女の夢を見ない（2019年、医師）

2020年代
- 映画 えんとつ町のプペル（2020年、町人）
- 青春ブタ野郎はおでかけシスターの夢を見ない（2023年、数学教師）
- BLOODY ESCAPE -地獄の逃走劇-（2024年、ヤクザ）
- 機動戦士ガンダムSEED FREEDOM（2024年）

### OVA
- にじいろ☆プリズムガール（2013年、キャスター男）
- マギ シンドバッドの冒険（2014年、村人）※単行本第5巻OVA付き特別版
- たまゆら〜卒業写真〜（2015年、ガヤ）
- 神田川JET GIRLS ここから始まる東京ガールズプロモーション（2020年、役員B）

### Webアニメ
2010年代
- 超次元変形フレームロボ（2015年、サターン、アダマー）
- DEVILMAN crybaby（2018年、武装警察）
- トミカハイパーレスキュー ドライブヘッド 機動救急警察2018（作業主任）
- SDガンダムワールド 三国創傑伝（2019年、夏侯惇トールギスIII）

2020年代
- 爆丸アーマードアライアンス（2020年 - 2021年、ブローラー少年2、老人、隊長、ウェバム、ゴーレーン 他）
- ガンダムビルドダイバーズRe:RISE（2020年、村人）
- 爆丸ジオガンライジング（2021年 - 2022年、男A、ゴーレーン、タイタンキング、ボクサー、シィー）
- TIGER & BUNNY 2（2022年、強盗犯）
- 爆丸エボリューションズ（2022年 - 2023年、チンピラ、アーニマス構成員、ゴーレーン）
- 爆丸レジェンズ（2023年、ゴーレーン）

### ゲーム
2015年
- 新約アルカナスレイヤー（アルベール）

2016年
- ベルセルク無双

2019年
- プリンセスコネクト!Re:Dive（男性）
- デュエル・マスターズ プレイス（凶闘の魔人ギリエル、虚空の翼ダークモルダー、撃神兵マシンガー、超砲手ボルカノドン、不落の超人、白銀の牙、無敵の咆哮）

2020年
- 聖剣伝説3 TRIALS of MANA（ルガー、ベン、ジョスター）
- 北斗の拳 LEGENDS ReVIVE（名も無き修羅 砂蜘蛛）
- 社長、バトルの時間です!（レプー・ハーティル）
- OCTOPATH TRAVELER 大陸の覇者

2021年
- 探偵撲滅（老師探偵）

2022年
- 聖剣伝説 ECHOES of MANA（ルガー、ベン）
- タクティクスオウガ リボーン

2023年
- なつもん! 20世紀の夏休み（トコトコくん）

2024年
- グランブルーファンタジー リリンク

### ドラマCD
- QUELL BELIEVER-祈り-（工員、テレビ局員、通行人、シェフ）
- THE IDOLM@STER MILLION THE@TER WAVE 05 ARCANA（2020年、父親）

### デジタルコミック
- BeeTV 今日、恋をはじめます（2011年、先生）
- キメラプロジェクト:ゼロ（2024年、教師[17]）
- アニコミ 元武王のおっさんと、万魔王と呼ばれた娘。～ほのぼの父娘の殺伐無双～（2023年、ヴィダル[18]）

### ラジオドラマ
- 聴くジャン! バイバイ人類（2016年、真山の父）

### オーディオブック
- AURA 〜魔竜院光牙最後の闘い〜（2019年、木下、冒頭ナレーション）
- とある飛空士への夜想曲 上・下（2021年、杉野平助 他）
- 熾界龍皇と極東の七柱特区（2021年、朗読、名桐壮真 他[19]）
- 年下寮母に甘えていいですよ?（2021年、四ノ宮雄三 他[20]）
- きゃくほんかのセリフ!（2022年、大蔵条 他[21]）

### 吹き替え

#### 映画
- アイガー北壁（エルベルガー）
- アオラレ
- 悪魔のいけにえ -レザーフェイス・リターンズ-
- 悪魔のビンゴカード
- アバター:ウェイ・オブ・ウォーター[22]
- アンホーリー 忌まわしき聖地
- イップ・マン 宗師（サンイエ〈マイケル・ウォン〉）
- エクストリーム・ジョブ（マ・ポンパル刑事〈チン・ソンギュ〉[23]）
- エクスペンダブルズ3 ワールドミッション（衛兵9）
- エクスペンダブルズ ニューブラッド
- おとなのワケあり恋愛講座（ブライアン〈ベンジャミン・マッケンジー〉）
- カイト/KITE
- カリフォルニア・ダウン
- 消えない罪
- クルエラ[24]
- コードネーム:ストラットン（ハンク〈オースティン・ストウェル〉）
- ゴリラのアイヴァン（男性リポーター〈ラリー・リドリー〉）
- ザ・ブリザード
- ジオストーム（警備員）
- ジャングル・ブック（バイソン）
- ジュマンジ/ネクスト・レベル
- 死霊高校
- スーパーマリオ 魔界帝国の女神 ※ソフト版
- スクランブル
- スパイダーマン:ファー・フロム・ホーム（親切なオランダ男[25]）
- スパイダー・シティ（英語版）（JJ〈デイン・ローデス〉）
- スランバーランド（パイロット〈アンドレ・シルズ〉）
- スリープオーバー -夜の大冒険-（バクスター〈ハリー・アスピンウォール〉）
- セルフレス/覚醒した記憶（アントン〈デレク・ルーク〉）
- その女諜報員 アレックス
- ターザン:REBORN（カナム[26]〈アントニー・アチェンポン〉）
- タクシー運転手 約束は海を越えて（私服軍人）
- 沈黙の背信（無線）
- トゥモローランド（ジェットパック仲間2[27]）
- ドクター・ストレンジ（襲撃男1[28]）
- ナイル殺人事件（知らせる男）
- バック・トゥ・ザ・フューチャー PART3（ストリックランドの副官〈ドノヴァン・スコット〉）※BSジャパン版
- BFG: ビッグ・フレンドリー・ジャイアント（兵士1）
- 101日
- フッド: ザ・ビギニング（タイドン〈ビョルン・ベングトソン〉）
- プリズナーズ ※BSジャパン版
- プロジェクトV（レヴ[29]）
- 星の王子 ニューヨークへ行く2（イトコの男1）
- マイ・ファニー・レディ（アル・パターソン〈リチャード・ルイス〉）
- マザーレス・ブルックリン（怒る男）
- 魔女がいっぱい（レイモンド〈ジョナサン・リヴィングストン〉[30]）
- マッドマックス 怒りのデス・ロード (大隊長3)※ザ・シネマ版
- マトリックス レザレクションズ（ボビー[31]）
- マレフィセント2（司祭[32]）
- 名探偵ティミー
- メカニック:ワールドミッション（ジェレミー〈ジョン・セナティエンポ〉）
- ルディ・レイ・ムーア
- レジェンド・オブ・ドラゴン 鉄仮面と龍の秘宝（サーシャ・メーンシコフ〈パヴェル・ヴォリャ〉）
- ワープ トゥ ヘル（ジャイルズ）
- ワイルド・スピード/スーパーコンボ（襲撃者1[33]、他）
- ワイルド・スピード/ジェットブレイク[34]
- 別れる決心（男性医師[35]）

#### ドラマ
- カオスなサマー
- 殺人を無罪にする方法（ケイレブ・ハプストール〈ケンドリック・サンプレソン〉）
- シー・ハルク:ザ・アトーニー（レッカー〈ニック・ゴメス〉）
- リベンジ（ホームレス）

#### アニメ
- アーロと少年（テロダクティル）
- アダムス・ファミリー2 アメリカ横断旅行!（ビーチの男2[36]）
- アベンジャーズ・アッセンブル（ブラック・ドワーフ）
- アルティメット・スパイダーマン ウェブ・ウォーリアーズ（クローク）
  - アルティメット・スパイダーマン VS シニスター・シックス（クローク、ゴライアス・スパイダー）
- インクレディブル・ファミリー
- 絵文字の国のジーン
- オッドボールズ
- きかんしゃトーマス（2023年 - 、バルストロード、ソルティー、牛）
  - きかんしゃトーマス めざせ!夢のチャンピオンカップ（2023年、バルストロード）
- ジョン・ヘンリー
- スモールフット（下手なシンガー）
- 天官賜福（神官、賞金稼ぎ、鬼）
- トイ・ストーリー4（ボニーのパパ）
- マスターオブスキル For the GLORY（実況男2[37]）
- 魔道祖師 前塵編（2021年、江氏門下）
  - 魔道祖師 完結編（2023年、村人、商人、羅宗主、町人、仙師）
- リメンバー・ミー（露天商）

### ボイスオーバー
- 日立 世界・ふしぎ発見!

### その他コンテンツ
- プラネタリウム番組「こぐま座のティオ 星空だいぼうけん」（ペガスス）

### シリーズ一覧
1. ↑  【デュエル・マスターズ（2002年版）】

『デュエル・マスターズ ビクトリーV3』（2013年 - 2014年）

【デュエル・マスターズ VS】

第1期（2014年）、第2期『VSR』（2015年 - 2016年）、第3期『VSRF』（2016年 - 2017年）

【デュエル・マスターズ（2017年版）】

第1期（2017年）、第3期『デュエル・マスターズ!!』（2019年）

【デュエル・マスターズ キング】

第2期『キング！』（2021年）
2. ↑  第1シリーズ（2015年）、第2シリーズ（2016年）
3. ↑  第1期（2017年）、第2期『2』（2023年）
4. ↑  第4期『GLORY LINE』（2018年）、第5期『LIMIT BREAK』（2023年）
5. ↑  第3期・最終章『:re』（2018年）
6. ↑  第1期（2018年）、第2期『Ω』（2021年）
7. ↑  第1期（2018年）、第2期『クライシス』（2019年）
8. ↑  第1シーズン（2018年）、第2シーズン（2019年）
9. ↑  壱の章（2020年 - 2021年）、弐の章（2021年 - 2022年）
10. ↑  第1シリーズ（2021年）、第2シリーズ（2022年 - 2023年）
11. ↑  シーズン1（2021年）、シーズン2（2022年）
12. ↑  第4期『IV 新章 迷宮篇』（2022年）、第4期『IV 深章 厄災篇』（2023年）、第5期『V 豊穣の女神篇』（2024年）
13. ↑  Season1（2022年）、Season2（2023年）
14. ↑  第1クール（2023年）、第2クール（2023年）
15. ↑  第1期（2023年）、第2期（2024年）
16. ↑  第1クール（2023年）、第2クール（2023年）
17. ↑  Season 3（2023年）、Season 4（2025年）
18. ↑  第1期（2024年）、第2期（2025年）

### 初出話一覧
1. 1 2  Season 4 第1話初出
2. ↑  Season 3 第12話初出
3. ↑  Season 4 第5話初出
4. ↑  Season 4 第6話初出
5. ↑  第13話初出
6. 1 2 3  第18話初出
7. ↑  第19話初出
8. 1 2  第22話初出
9. 1 2  第23話初出
10. ↑  第24話初出
11. 1 2  第38話初出
12. 1 2  第17話初出
13. 1 2  第9話初出
14. ↑  第21話初出
15. 1 2 3  第12話初出
16. 1 2 3 4  第1話初出
17. 1 2 3  第6話初出
18. 1 2 3  第4話初出
19. ↑  第11話初出
20. 1 2 3  第3話初出
21. ↑  第5話初出
22. ↑  第15話初出
23. 1 2  第7話初出
24. ↑  第10話初出